# Bitwa pod Rawą
Bitwa pod Rawą Mazowiecką – bitwa powstania styczniowego, która miała miejsce 4 lutego 1863 roku w Rawie Mazowieckiej. 
W trakcie bitwy powstańczy oddział Antoniego Jeziorańskiego wraz z Aleksandrem i Franciszkiem Sokołowskim, zdobył carskie koszary, a wraz z nim broń i jeńców. Po zajęciu miasta oddział wkrótce ruszył w Sandomierskie.
W ataku brały połączone oddziały Antoniego Jeziorańskiego i Józefa Śmiechowskiego liczących łącznie około 450 ludzi. Oddział Jeziorańskiego składał się z 49 strzelców uzbrojonych w broń myśliwską, 188 kosynierów i 36 kawalerzystów. Oddział Śmiechowskiego miał 28 strzelców, 93 kosynierów i 63 kawalerzystów. 

## Straty
Straty powstańców wynosiły: 7 zabitych, 10 lekko i 7 ciężko rannych. Jednym z poległych w czasie tej bitwy był Franciszek Godlewski. Ponadto dwóch powstańców zmarło na skutek odniesionych ran. Rosjanie według oficjalnych raportów stracili 2 zabitych, 4 rannych i 6 zaginionych, ale cyfry te biorąc pod uwagę przebieg starcia wydają się zbyt niskie i być może powstały na potrzeby propagandowe. 
W wyniku zwycięskiej bitwy powstańcy zdobyli około 100 karabinów, 13 dubeltówek, 28 pałaszy i 12 koni z oporządzeniem. Po bitwie kontynuowano marsz w kierunku południowym.